# 白石ユキ
白石 ユキ（しらいし ユキ、3月29日 - ）は、日本の漫画家。愛媛県出身。血液型はA型。2006年から小学館の『Sho-Comi』にて執筆中。

## 来歴・人物
2006年、『Sho-Comi』にて「パステル少年」でデビュー。
このことから、自身のブログもデビュー作の「×pastelboy×」というサイト名で運営されている。
デビューFC『お嬢様のヒミツ♥』は、主人公は田舎娘という設定だが、白石自身も「田舎娘である」と語っており、発売時には「愛媛県出身のド根性娘デビューです!!」という煽りが帯に記載された。
東京アニメーター学院、漫画家プロ養成科5期生の卒業者である。
仲が良い友人には、漫画家の心あゆみなどがいる。

## 作品一覧

### 読み切り作品
- パステル少年
- 純情ストレンジ★
- 究極彼氏にヤミツキ彼女
- 極秘彼氏にヤキモキ彼女
- そこはうさぎの森
- 恋、だもの
- スキっていっちゃ××なんです！
- 恋になんてならない！
- 並ぶなキケン！！
- その唇、いただきマス
- 囚われビースト
- 後ろから2番目の彼女
- 怪物さんに、礼！
- 白のキセキ
- カラフル少年とモノクロなあたし －未完成なふたり－
- ボクらの秘密を共有しようか
- 愛しのヒメちゃん
- こんなわたしじゃナシですかっ！？
- 村雨くんの戯言
- ボクらの秘密を解放しようか
- ぎゅ...ってしていい？
- 不貞で不埒な兄ですが。R〜歩、解禁〜

#### 番外編
- オオカミどものしつけ方〜エクストラVer.〜

### 連載作品
- お嬢様のヒミツ♥
- プラスチック・ガール
- アクマでコイビト。
- となりの恋がたき
- 丸岡さん家の教育係
- LOVE♥ZIPPER
- オオカミどものしつけ方
- 大好きだったよ、先生…
- 不貞で不埒な兄ですが。
- カヲルくんと花の森
- ニシキくんのなすがまま
- あのコの、トリコ。
- 恋と怪モノと生徒会
- 君は、オレが好きだって言ったらどんな顔するだろう。
- はにかむハニー
- 窮鼠の契り-偽りのΩ-
- 99%サキュバスちゃん

#### シリーズ連載
- アレ←のち彼氏

## 刊行作品
- お嬢様のヒミツ♥（収録作品／お嬢様のヒミツ♥／究極彼氏にヤミツキ彼女／極秘彼氏にヤキモキ彼女／純情ストレンジ★ ）
- アクマでコイビト。（収録作品／アクマでコイビト。／そこはうさぎの森／恋、だもの ）
- プラスチック・ガール
- となりの恋がたき（全2巻）
- その唇、いただきマス（収録作品／その唇、いただきマス／スキっていっちゃ××なんです！／並ぶなキケン！！／恋になんてならない！ ）
- 丸岡さん家の教育係
- LOVE♥ZIPPER
- ボクらの秘密を共有しようか
- オオカミどものしつけ方
- 大好きだったよ、先生…
- 不貞で不埒な兄ですが。※読みきり「不貞で不埒な兄ですが。R〜歩、解禁〜」未収録
- アレ←のち彼氏
- カヲルくんと花の森（全2巻）
- ニシキくんのなすがまま（単行本描き下ろし番外編収録）
- あのコの、トリコ。（全6巻）
- 恋と怪モノと生徒会（全4巻）
- 君は、オレが好きだって言ったらどんな顔するだろう。（全3巻）
- はにかむハニー（全10巻）
- 窮鼠の契り-偽りのΩ-（既刊5巻）※2021年9月現在。
- 99%サキュバスちゃん（既刊4巻）※2025年1月24日現在。

### オムニバス作品
- メガネ〜はずしてもいいですか?〜
  - 「究極彼氏にヤミツキ彼女」収録
- 放課後、キミと恋をして。
  - 「恋、だもの」収録
- ねぇ、あたしのこと好きなんでしょ?
  - 「囚われビースト」収録
- 幼なじみじゃダメですか?
  - 「アクマでコイビト。」収録
- 獣だもの
  - 「ボクらの秘密を解放しようか」収録
- 初めてのチュウ
  - 「その唇、いただきマス」収録